# 자유와 평등

자유와 평등(이탈리아어: Liberi e Uguali 리베리 에 우구알리[*])은 이탈리아의 좌익 정당들의 정당 연합이다.

## 정당 목록

### 창립 회원
| 정당                   | 이념         | 대표              |
| ---------------------- | ------------ | ----------------- |
| 민주와 진보 운동 (MDP) | 사회민주주의 | 로베르토 스페란차 |
| 이탈리아 좌파당 (SI)   | 사회민주주의 | 니콜라 프라토아니 |
| 이탈리아 가능당 (P)    | 진보주의     | 주세페 시바티     |

### 기타 회원
| 정당                  | 이념         | 대표                       |
| --------------------- | ------------ | -------------------------- |
| 남티롤 녹색당 (V-G-V) | 녹색 정치    | 한스 헤니스, 브리지테 포파 |
| 시칠리아 사회당 (PSS) | 사회민주주의 | 안토니오 마타소            |

## 역대 선거결과

### 이탈리아 총선
| 이탈리아 하원 |                |        |          |      |                 |
| 년도          | 득표수         | 득표율 | 의석 수  | +/–  | 대표            |
| 2018년        | 1,109,198 (#6) | 3.38   | 14 / 630 | 보합 | 피에트로 그라소 |

| 이탈리아 상원 |              |        |         |      |                 |
| 년도          | 득표수       | 득표율 | 의석 수 | +/–  | 대표            |
| 2018년        | 987,706 (#6) | 3.27   | 4 / 315 | 보합 | 피에트로 그라소 |